# 浜森辰雄
浜森 辰雄（はまもり たつお、1916年2月9日 - 2009年9月4日）は、日本の政治家。北海道稚内市出身。第4代 - 第11代北海道稚内市長（1959年 - 1991年）。

## 経歴
1939年札幌商業学校、1941年早稲田大学政治経済学部（旧制）卒業。
北海道議会議員（日本社会党会派）を経て、1959年稚内市長に初当選。以後連続8期務め、稚内の天皇とまで称された。1983年に7月にソビエト連邦を初訪し、両国のパイプ役として活躍。同年12月には、ソ連対外友好・文化交流団体連合会より友好促進記章を贈られた。また同年9月の大韓航空機撃墜事件では、遺族対策や報道陣対応でこの年は多忙を極めた。1991年に9選を目指すも落選。その後、1991年から学校法人稚内北星学園の2代理事長も務めた。
2009年9月4日に肺炎のため埼玉県新座市の病院で死去。

## 受賞歴
- 友好促進記章（1983年）
- 勲三等旭日中綬章（1992年）